# Erax punctipennis
Erax punctipennis är en tvåvingeart som först beskrevs av Johann Wilhelm Meigen 1820.  Erax punctipennis ingår i släktet Erax och familjen rovflugor. Inga underarter finns listade i Catalogue of Life.